# Kingsman: Златният кръг
„Kingsman: Златният кръг“ (на английски: Kingsman: The Golden Circle) е британско-американска шпионска екшън комедия от 2017 г. на режисьора Матю Вон по комикса „Тайните служби“ на Марк Милар и Дейв Гибънс. Филмът е продължение на „Kingsman: Тайните служби“ от 2014 г. Сценарият отново е на Вон и Джейн Голдман. Тарън Еджъртън, Колин Фърт, и Марк Стронг се връщат към ролите си, а актьорският състав включва още Джулиан Мур, Хали Бери, Педро Паскал, Елтън Джон, Чанинг Тейтъм и Джеф Бриджис.

## Продукция
Снимачният процес започва на 15 май 2016 в Бирмингам. Заснемането приключва на 13 септември 2016 г., но допълнителни сцени са заснети и в Лондон през декември същата година.

## Премиера
В България филмът излиза по кината на 22 февруари 2017 г. от „Александра Филмс“.